# Episodi di F.B.I. (prima stagione)
La prima stagione della serie televisiva F.B.I. è andata in onda negli Stati Uniti dal 19 settembre 1965 al 1º maggio 1966 sulla ABC.
In Italia è in onda su Espansione TV dal 20 Giugno 2022. 
| nº | Titolo italiano                   | Titolo originale | Prima TV USA      | Prima TV Italia |
| -- | --------------------------------- | ---------------- | ----------------- | --------------- |
| 1  | The Monster                       | Il mostro        | 19 settembre 1965 | 20 Giugno 2022  |
| 2  | Image in a Cracked Mirror         |                  | 26 settembre 1965 | 21 Giugno 2022  |
| 3  | A Mouthful of Dust                |                  | 3 ottobre 1965    | 22 Giugno 2022  |
| 4  | Slow March Up a Steep Hill        |                  | 10 ottobre 1965   | 23 Giugno 2022  |
| 5  | The Insolents                     |                  | 17 ottobre 1965   | 24 Giugno 2022  |
| 6  | To Free My Enemy                  |                  | 24 ottobre 1965   | 25 Giugno 2022  |
| 7  | The Problem of the Honorable Wife |                  | 31 ottobre 1965   | 26 giugno 2022  |
| 8  | Courage of a Conviction           |                  | 7 novembre 1965   | 27 giugno 2022  |
| 9  | The Exiles                        |                  | 14 novembre 1965  | 28 giugno 2022  |
| 10 | The Giant Killer                  |                  | 21 novembre 1965  | 29 giugno 2022  |
| 11 | All the Streets Are Silent        |                  | 28 novembre 1965  | 30 giugno 2022  |
| 12 | An Elephant Is Like a Rope        |                  | 5 dicembre 1965   | 1 luglio 2022   |
| 13 | How to Murder an Iron Horse       |                  | 12 dicembre 1965  | 2 luglio 2022   |
| 14 | Pound of Flesh                    |                  | 19 dicembre 1965  | 3 luglio 2022   |
| 15 | The Hijackers                     |                  | 26 dicembre 1965  |                 |
| 16 | The Forests of the Night          |                  | 2 gennaio 1966    |                 |
| 17 | The Chameleon                     |                  | 9 gennaio 1966    |                 |
| 18 | The Sacrifice                     |                  | 16 gennaio 1966   |                 |
| 19 | Special Delivery                  |                  | 23 gennaio 1966   |                 |
| 20 | Quantico                          |                  | 30 gennaio 1966   |                 |
| 21 | The Spy Master                    |                  | 6 febbraio 1966   |                 |
| 22 | The Baby Sitter                   |                  | 13 febbraio 1966  |                 |
| 23 | Flight to Harbin                  |                  | 27 febbraio 1966  |                 |
| 24 | The Man Who Went Mad by Mistake   |                  | 6 marzo 1966      |                 |
| 25 | The Divided Man                   |                  | 20 marzo 1966     |                 |
| 26 | The Defector (1)                  |                  | 27 marzo 1966     |                 |
| 27 | The Defector (2)                  |                  | 3 aprile 1966     |                 |
| 28 | The Tormentors                    |                  | 10 aprile 1966    |                 |
| 29 | The Animal                        |                  | 17 aprile 1966    |                 |
| 30 | The Plunderers                    |                  | 24 aprile 1966    |                 |
| 31 | The Bomb That Walked Like a Man   |                  | 1º maggio 1966    |                 |

## Il mostro
- Titolo originale: Il mostro
- Diretto da: William Graham
- Scritto da: Norman Jolley

### Trama
- Guest star: Dina Merrill (Jean Davis), Estelle Winwood (nonna Norbert), Julie Parrish (Eileen), Bernadette Hale (Parma Houghton), Paul Sorenson (capitano Herman), Jonathan Lippe (ragazzo), Sherri Spillane (ragazza), Jeffrey Hunter (Francis Jerome), Peter Hansen (Lee Haynes)

## Image in a Cracked Mirror
- Diretto da: William Graham
- Scritto da: Anthony Wilson

### Trama
- Guest star: Brett Somers (Amelia Gates), Jack Klugman (Charles Gates), Ed Peck (Ben Stone), Pat Cardi (Billy Gates), Nelson Olmsted (Sully), Hugh Sanders (Pete), Jay Ose (Station Attendant), Kathleen O'Malley (telefonista), Stephen Coit (Wiley)

## A Mouthful of Dust
- Diretto da: Don Medford
- Scritto da: Earl Mack

### Trama
- Guest star: Robert Blake (Pete Cloud), Iron Eyes Cody (Medicine Man), R.G. Armstrong (sceriffo Crowley), Alejandro Rey (Joe Cloud), Michael Harris (tecnico), June Dayton (Thelma), Noah Keen (Victor Quinlan), Charles Kuenstle (Jurow), Joseph V. Perry (Carl Pike), Noam Pitlik (John Dennison)

## Slow March Up a Steep Hill
- Diretto da: William Graham
- Scritto da: Charles Larson

### Trama
- Guest star: S. John Launer (Werth), Lee Meriwether (Joanna Laurens), Pete Duel (Wayne Everett Powell), Crahan Denton (Wayne Powell, Sr.), Lew Brown (Firearms Technician), Harold Gould (David Rice), Dabney Coleman (Ira Barker), June Dayton (Thelma), Barbara Baldavin (Mrs. Harron)

## The Insolents
- Diretto da: Don Medford
- Scritto da: Theodore Apstein

### Trama
- Guest star: James Ward (Roger York), Joan Marshall (Elizabeth Gowan), Oscar Beregi, Jr. (dottor Dan Wyck), Ben Wright (capitano Tillman), Charles Knox Robinson (Hewitt Pierce), Logan Field (ufficiale compagnia aerea), Tom Palmer (dottor Lindsay), Douglas Henderson (S.A.C. Bryan Durant), Lawrence Montaigne (Purser), Andre Philippe (Brazilian), William Swan (Philip Creighton), Eileen Heckart (Mrs. Creighton), Susan Seaforth Hayes (Bebe)

## To Free My Enemy
- Diretto da: William Graham
- Scritto da: Ken Kolb e Norman Jolley

### Trama
- Guest star: Billy Halop (manager), Paul Potash (Max Healy), Katharine Bard (Flora Anselm), James Gregory (Bert Anselm), Hank Brandt (Calvin Lee), Robert Doyle (Nick Kirby), Robert Hogan (Harry Bisk), June Dayton (Thelma), Dean Harens (Alvin Forest)

## The Problem of the Honorable Wife
- Diretto da: Don Medford
- Scritto da: Jo Pagano

### Trama
- Guest star: Jason Evers (Allen Bennett), Donald Harron (Paul Lawrence), Diane Sherry (Dina), Louise Troy (Doris Mafalda), James Sikking (Hair and Fibers Expert), Peter Mark Richman (Maury Maddock), Stuart Nisbet (Johnson), Bert Remsen (Spectrographic Examiner), Warren Parker (dottore), Barbara Dodd (receptionist), Adam Williams (David Brice), Miiko Taka (Akiko Maddock), Harry Millard (Clay Ashland)

## Courage of a Conviction
- Diretto da: Don Medford
- Scritto da: Oscar Millard

### Trama
- Guest star: Lee Meriwether (Joanna Laurens), John Milford (Harry Castle), Susan Oliver (Shirley Gregg), Don Ross (Don Ross), Barry Russo (Nightclub Owner), Edward Andrews (Ray Lang)

## The Exiles
- Diretto da: William Graham
- Soggetto di: David Rintels

### Trama
- Guest star: Carlos Montalban (generale Romero), Marisa Pavan (Maria Blanca), Perry Lopez (Juanito), Lin McCarthy (Owen Clark), James Nolan (tassista), Ken Lynch (sergente Merrimon), Stella Garcia (Lupe), John Alvar (Miguel), John Zaremba (colonnello Novin), Jan Shutan (sergente Judy Kessler)

## The Giant Killer
- Diretto da: Don Medford
- Scritto da: Mark Rodgers

### Trama
- Guest star: Patricia Smith (Marilee Walker), Norma Connolly (donna), John Clarke (Grant Kieler), David Sheiner (Paul Antonelli), Robert Gibbons (Motel Manager), Bill Zuckert (generale Dean Cameron), Robert Duvall (Joseph Maurice Walker), June Dayton (Thelma), Lee Meriwether (Joanna Laurens), Phil Chambers (assistente/ addetto), Jack De Mave (tenente), Robert Brubaker (Harry Meade)

## All the Streets Are Silent
- Diretto da: William Graham
- Scritto da: Mark Rodgers

### Trama
- Guest star: James Farentino (Frank Metro), Frank Maxwell (capitano Coleman), Norman Fell (Ted Cullinan), Burt Reynolds (Mike Murtaugh), Garrison True (caporale Eaton), Robert Hogan (tenente Richardson), Pilar Seurat (Carolyn Metro), Jack Betts (Defense Attorney Barker), Wesley Addy (US Attorney Cline), Nancy Jeris (infermiera), Nelson Leigh (giudice Harold Leverette), Don Eitner (Special Agent Bill Converse), Rex Holman (Tiger), Joe Maross (Jess Murtaugh)

## An Elephant Is Like a Rope
- Diretto da: Don Medford
- Soggetto di: Lee Erwin

### Trama
- Guest star: Robert P. Lieb (Henry Steelbridge), Doreen McLean (infermiera Smedley), Clint Howard (Alan Ellwood), Jess Kirkpatrick (ufficiale Rand), Larry Gates (dottor Lovane), James Nolan (Shifter Hogan), Mary Jackson (Mrs. Otto Foshay), Beau Bridges (Jerry Foley/John Doe), Wright King (Scott Boles), Paul Mantee (Frank Macklin), Ted Knight (Doc Ventura), Sue Randall (FBI Clerk), Bill Quinn (Car Company Official), Vincent Van Lynn (Lucky Sandstone), Vic Perrin (Ray Moberly), Norbert Schiller (Honus Smid), John Haymes Newton (Forrest Blackwell), John McLiam (David Callander), Parley Baer (Jake Mason)

## How to Murder an Iron Horse
- Diretto da: Christian Nyby
- Scritto da: Don Brinkley

### Trama
- Guest star: Noah Keen (esaminatore), Alex Gerry (presidente), Claude Akins (Ben Gambriella), Karl Held (Special Agent), Robert Knapp (Special Agent), David Macklin (Howdy Collier), Louise Latham (Mrs. Collier), Len Wayland (Vic Roberts), Paul Fix (Willard Oberly)

## Pound of Flesh
- Diretto da: Christian Nyby
- Soggetto di: Tom Seller

### Trama
- Guest star: Jenny Maxwell (Vicki Tanner), Lew Gallo (Clinton Fowler), Robert Biheller (PFC Duncan Whitney), Connie Gilchrist (Amy), Forrest Compton (Dale Newton), Herb Voland (Charles Buford), Tyler McVey (generale Goddard Chase), Rusty Lane (sindaco), Mary Foskett (Janice Fletcher), Leslie Nielsen (Craig Fletcher), Malcolm Atterbury (Howard Shelly), Bruce Dern (Byron Landy), Marc Cavell (soldato Morgan Weldon)

## The Hijackers
- Diretto da: Don Medford
- Scritto da: Norman Lessing

### Trama
- Guest star: Seymour Cassel (Irwin), Ronnie Dapo (Stevie), Peg Shirley (Margaret), Bernard Fein (Andy Morton), Dabney Coleman (Allen Clarke), Ted Gehring (Ed Sheldon), Adrienne Marden (Sarah), Arthur O'Connell (Smitty), John McIntire (Max Wood), Cecil Kellaway (zio Walter), Harry Bellaver (Sam Fuller), Howard Caine (Arnold McTague), Alice Frost (Emily), Susan Davis (Ruth), Connie Sawyer (LaVerne)

## The Forests of the Night
- Diretto da: Christian Nyby
- Soggetto di: Sy Salkowitz

### Trama
- Guest star: Med Flory (Ranger), Pitt Herbert (Postal Worker), Ian Wolfe (Elder Stone), Val Avery (Roy Sumner), Ellen Corby (Mrs. Stone), Noah Keen (Victor Quinlan), John Anderson (Adam MacDonald), Harry Townes (sceriffo Earl Hammond), Michael Burns (Jacob MacDonald), Robert Colbert (Martin Bennett)

## The Chameleon
- Diretto da: Don Medford
- Scritto da: Norman Jolley

### Trama
- Guest star: Amzie Strickland (vice Clerk), Dan Frazer (Carter Fox), John Haymes Newton (Brian Kemp), Jason Johnson (impiegato), Noah Keen (Victor Quinlan), James Daly (Stephen Fitzgerald), Margaret Leighton (Amy Hunter), Lloyd Gough (Harvey C. Scott), June Vincent (Harriet Fitzgerald), Nellie Burt (Miss Lawrence), Russell Thomas (Joseph Goodman), Craig Hill (Daniel Sublette), Kathryn Givney (Evelyn Raymond)

## The Sacrifice
- Diretto da: Christian Nyby
- Scritto da: Andy Lewis

### Trama
- Guest star: Emlen Davies (receptionist), Walter Reed (Jack Zander), Ralph Montgomery (impiegato dell'hotel), Percy Helton (Bum), Douglas Henderson (S.A.C. Bryan Durant), Gregory Gaye (Doriskin), John Graham (Zachary Sage), James McCallion (Harker), Nancy Wickwire (Annemarie McNider), Albert Paulsen (Nagry), Ed Begley (Mel Olin), Don Dubbins (Joel), Richard Brander (messaggero)

## Special Delivery
- Diretto da: Ralph Senensky
- Scritto da: Samuel Newman

### Trama
- Guest star: Argentina Brunetti (Tia Rodriguez), Jack Betts (Woods), Paul Lukather (Eddie), Lee Krieger (U-Drive Manager), Claudia Bryar (Mrs. Patterson), Phil Chambers (Burton), Joseph V. Perry (Dominic), Barbara Luna (Linda Rodriguez), Earl Holliman (Robert Charles Porter), Donald May (Frederick Brown), William Bramley (Ray Scott), Glenn Sipes (Burke)

## Quantico
- Diretto da: Christian Nyby
- Soggetto di: Ron Bishop

### Trama
- Guest star: James Seay (Harry Considine), Mario Roccuzzo (Dominic), Bert Kramer (Trainee), Lillian Bronson (bibliotecario), Scott Graham (Arthur Claiborne), Buck Young (Gregory Lucas), Michael Callan (Charlie Hunter), Rhys Williams (Mr. Ferguson), Robert Walker Jr. (Willard Smith), Virginia Christine (Mrs. Ferguson), Craig Hill (Warner Brown), Hal Lynch (Ozzie Perch), Judee Morton (Gloria), Robert Phillips (sergente Matthews), John S. Ragin (Maury Ashwood), Charles J. Stewart (Marcus)

## The Spy Master
- Diretto da: Richard Donner
- Scritto da: Anthony Spinner

### Trama
- Guest star: Nelson Olmsted (Adam Rogers), Whit Bissell (Carter), William Wintersole (Special Agent), Lloyd Haynes (Special Agent), Ed Deemer (Davis), Robert Gibbons (Make-Up Man), Patrick O'Neal (Victor Allen), Kevin McCarthy (Lamont), Marian Thompson (Pamela Hughes), Keye Luke (generale How), Greg Mullavy (Special Agent)

## The Baby Sitter
- Diretto da: Christian Nyby
- Scritto da: Leonard Kantor

### Trama
- Guest star: Carolyn Allen (Housewife), Dan Barton (Hewitt Wood), Ben Bennett (Special Agent), David Armstrong (Jim Morgan), Peter Hobbs (Giles Berton), Lew Brown (Document Examiner), Colleen Dewhurst (Mrs. Amy Doucette), Collin Wilcox (Stella), Geoffrey Horne (Herb Wilcox), Davey Davison (Francine Wilcox), Janet Waldo (Arlene Morgan), Bill Hickman (agente di polizia statale)

## Flight to Harbin
- Diretto da: Christian Nyby
- Soggetto di: Gene L. Coon

### Trama
- Guest star: Julie Parrish (Marjorie Young), Priscilla Morrill (Ann King), Bert Remsen (Control Tower Supervisor), Art Alisi (uomo), Arthur Hill (dottor Charles King), Jessica Walter (Miss Gibbs), John Lasell (capitano Reedley), Robert Doyle (Joe Young), Hank Brandt (Graham Carter), Lew Brown (Document Examiner), Milton Selzer (Miller), Jason Evers (capitano Thomas), Nancy Kovack (Miss Kagle), Robert F. Lyons (John Brackney), Ron Doyle (Graham Carter)

## The Man Who Went Mad by Mistake
- Diretto da: Ralph Senensky
- Soggetto di: Daniel B. Ullman

### Trama
- Guest star: Bobbie Chapman (Special Agent Combria), Michael Conrad (Paul Hogan), George Tyne (Gus), Joseph Mell (Hollet), Anthony Eisley (Special Agent Kirby Greene), Harold Gould (Arnold Bruzzi), Simon Scott (John Goddard), Roy Engel (George Cobell), J. D. Cannon (Mark Tabor), Johnny Silver (tassista)

## The Divided Man
- Diretto da: Don Medford
- Soggetto di: David Duncan

### Trama
- Guest star: Jacqueline Scott (Karen Mason), Michael Harris (esperto di impronte digitali), Ross Elliott (Carter Graham), Don Eitner (Special Agent Bill Converse), Bradford Dillman (Roger Leroy Mason), Douglas Henderson (S.A.C. Bryan Durant), Dabbs Greer (Paul Leonard), William Sargent (dottor Spinner), Ron Husmann (Ellis Harmon)

## The Defector (1)
- Diretto da: Christian Nyby
- Scritto da: Norman Lessing

### Trama
- Guest star: Peter Coe (Resko), Paul Lukas (ambasciatore Korvin), Carl Benton Reid (Claude Townsend), James Frawley (Kessler), Dana Wynter (Barbara Holman), John van Dreelen (Alex Yustov), Forrest Compton (Glenn Orland), George Voskovec (dottor Gregory Holman), Olan Soule (Gary Deuel)

## The Defector (2)
- Diretto da: Christian Nyby
- Scritto da: Norman Lessing

### Trama
- Guest star: Bobs Watson (Welsh), Olan Soule (Gary Deuel), Lisa Pera (impiegato), Janet MacLachlan (cameriera), Dana Wynter (Barbara Holman), John van Dreelen (Alex Yustov), Forrest Compton (Glenn Orland), George Voskovec (dottor Gregory Holman), Paul Lukas (ambasciatore Korvin), Peter Coe (Resko), James Frawley (Kessler), Carl Benton Reid (Claude Townsend), Florence Sundstrom (Landlady)

## The Tormentors
- Diretto da: Jesse Hibbs
- Scritto da: Anthony Spinner

### Trama
- Guest star: Garry Walberg (Forbes), Garth Pillsbury (Dale Hamilton), Warren Parker (dottore), Joel Fluellen (Williams), Wayne Rogers (Logan Clyde Dupree), Lew Ayres (Marshall Winslow), Kurt Russell (Dan Winslow), William Reynolds (Franklin Benton), Judee Morton (Anita James), Edward Asner (John Carl Brock)

## The Animal
- Diretto da: Christian Nyby
- Scritto da: Mark Rodgers

### Trama
- Guest star: Harry Lauter (Judd Connors), Harry Basch (Albertson), Doris Singleton (Renata Walker), James Noah (Ed Brocton), Tim McIntire (Lambert Hayes), Barry Russo (Myron Pierce), Lew Brown (Firearms Expert), Charles Bronson (Earl Clayton), Mimsy Farmer (Jody Conners), Crahan Denton (Vincent "Doc" LeFavre), Ted Gehring (Roy Joe Spencer), Robert Bice (sceriffo Wiley), Norma Connolly (Aline Spencer), James Doohan (Claude Bell), Valentin de Vargas (Henry Silva)

## The Plunderers
- Diretto da: Ralph Senensky
- Scritto da: William Fay

### Trama
- Guest star: Walter Reed (Dwight Livingstone), Lisabeth Hush (Eleanor Gray), Bill Erwin (Paxton), Wesley Addy (Goulding), Mark Roberts (Howard Schaal), Paul Bryar (Otto Breese), Robert Patten (George Lyon), Tom Palmer (Gardner), Garrison True (usciere), Albert Salmi (Eddie Richards), Ralph Meeker (King Hogan), Don Quine (Frank Collins), Harry Ellerbe (impiegato)

## The Bomb That Walked Like a Man
- Diretto da: Christian Nyby
- Soggetto di: Richard Neil Morgan

### Trama
- Guest star: Melinda Plowman (Ruth), Vivi Janiss (Mrs. Gibbons), Bob Kline (Firearms Examiner), Marvin Brody (uomo), Robert Drivas (Dale Hillman), Roy Engel (medico legale), Andrew Duggan (capo della polizia John Stanford), Joe Maross (comandante Philip Payne), Carl Reindel (Roy Carey), Charlotte Stewart (Cheryl Stanford), Dick Whittinghill (Rod Patrick), Jay Lanin (Lee Nelson), Duncan McLeod (dottore)